# August Lindbergh
August Lindbergh, född som Ola Månsson den 12 maj 1808 i Smedstorps församling, Kristianstads län, död 15 oktober 1893 i Little Falls, Minnesota, USA, var en svensk jordbrukare och riksdagsledamot. Han var far till Charles A. Lindbergh och farfar till flygpionjären Charles Lindbergh.
Lindbergh, son till lantbrukaren och sockenskräddaren Måns Jönsson och Sara Jönsdotter, var en välbärgad lantbrukare nära Simrishamn i Skåne. Han valdes in i riksdagen för bondeståndet och innehade flera uppdrag. Med sin fru Ingar Jönsdotter (f. 1816 i Onslunda, d. 1864 i Smedstorp) hade han 10 barn. I Stockholm träffade han den unga servitrisen Lovisa Jansdotter Carlén (d. 1921) och med henne fick han sonen Carl. På den tiden var det en skandal med utomäktenskapliga sexuella förbindelser och när sonen var 6 månader gammal beslöt de sig för att emigrera till USA. De bosatte sig i Minnesota och efternamnet ändrades från Månsson till Lindbergh, Ola byttes till August, Lovisa till Louise. Paret fick ytterligare sex barn i USA. I Minnesota stakade de ut en gård åt sig, där de kalhögg en glänta för att plöja upp en åker. De levde den första tiden i ständig skräck för siouxindianerna eftersom de bodde på gränsen till vildmarken.
Lindbergh blev amerikansk medborgare 1870, men redan dessförinnan innehade han flera förtroendeposter i Melrose (Minnesota) som postmaster, town clerk, clerk of school districts och fredsdomare (Justice of the Peace). 1886 gifte han sig med Louise.